# Flughafen Watsonville

i7
i11
i13
Der Flughafen Watsonville (englisch Watsonville Municipal Airport, IATA-Code: WVI, ICAO-Code: KWVI) ist ein öffentlicher Flughafen 5 Kilometer nordöstlich des Stadtzentrums von Watsonville, einer Stadt im Santa Cruz County in Kalifornien. Das Flughafengelände umfasst 134 ha und es sind zwei Start-und-Lande-Bahnen vorhanden.

## Geschichte
Die US Navy übernahm das Gelände im Juli 1943, kaufte zusätzlich 14 ha Land und baute Betriebsgebäude und ein betoniertes Vorfeld. Am 23. Oktober 1943 wurde der Flughafen als Hilfsflughafen Watsonville (englisch Naval Air Auxiliary Station (NAAS) Watsonville) in Betrieb genommen. Der Flughafen fungierte als Satellit der Naval Air Station (NAS) Alameda. Mit dem Ende des Zweiten Weltkrieges endete der Betrieb der NAAS Watsonville zum 1. November 1945, und der militärische Flugbetrieb wurde aufgegeben. Im März 1946 wurde das Gelände von der Stadt Watsonville übernommen und für die zivile Nutzung freigegeben.

## Einrichtungen
Die längste Start-und-Lande-Bahn des Flughafens ist 02/20 mit einer Abmessungen von 1372 m × 45 m. Die Start-und-Lande-Bahn 09/27 mit Abmessungen 1219 m × 30 m  wird vorwiegend verwendet wenn Nebel von der nahegelegenen Monterey Bay heranzieht, oder wenn die vorherrschende Windrichtung dies erforderlich macht.
Der Flughafen ist unkontrolliert. Der Flugplatz liegt in Kontrollzone C von Monterey, die An- und Abflüge koordiniert.

## Instrumentenanflüge
Die Landebahn 02 verfügt über drei Instrumentenanflugverfahren:
- Localizer, vereinfachtes ILS-Verfahren der die seitliche Abweichung anzeigt, jedoch über keine vertikale Führung (Glidepath) des anfliegenden Flugzeugs verfügt.
- RNAV (GPS)
- VOR/DME-Verfahren